# Patrous
Patrous o Patroa (Patrii Dii, Πατρῳ̂ος, Πατρῴα) fou el nom donat en conjunt a tots els deus adorats en una nació o en una família des del temps del pares; de vegades eren considerats els mateixos esperits dels ancestres difunts. Zeus per exemple era déu Patrous (θεὸς πατρῳ̂ος d'Atenes i dels heràclides.
Entre els romans algunes divinitats venjaven la mort dels parents, com les Fúries (Furiae) o Erínnies, i eren considerades com Patrii Dii.
El nom també es donava als déus o herois dels que les famílies derivaven el seu origen.